# Schistura daubentoni
Schistura daubentoni är en fiskart som beskrevs av Kottelat, 1990. Schistura daubentoni ingår i släktet Schistura och familjen grönlingsfiskar. IUCN kategoriserar arten globalt som livskraftig. Inga underarter finns listade i Catalogue of Life.